# Ли Тин (актриса)
Ли Тин (кит. упр. 李婷; 24 декабря 1944 года — 28 августа 1966 года) — гонконгская актриса 60-х. Снималась в фильмах: «Последняя женщина Шана» (Last Woman Of Shang) 1965 г., «Роза, моя любовь» 1966 г., «Серенада лунного света» 1967 г., «Крокодилова река» (Сrocodile River) 1965 г. и др.

## Награды
Лауреат премии Asian Film Awards в номинации «Лучшая роль второго плана» за фильм «Grand Substitution».
Повесилась в апартаментах киностудии Shaw Brothers.